# Listă de istorici români
Aceasta este o listă de istorici români.

## A
| - Viorel Achim - Dinu Adameșteanu (1913 — 2004) - Nichita Adăniloaie - Ion Agrigoroaiei - Petre Alexandrescu (1930 — 2009) - Maria Alexandrescu Vianu (n. 1940) - Maria Matilda Alexandrescu Dersca-Bulgaru - Ștefan Andreescu | - Constantin Andrieșescu - Emanuel Antoche - Sorin Antohi (n. 1957) - Radu Ardevan - Alexandru Armă, istoric militar, specialist în istoria aviației române - Adolf Armbruster - Carol Auner - Alexandru Avram |

## B
| - Mircea Babeș - Gabriel Badea-Păun (n. 1973) - George Barițiu (1812 — 1893) - Mihai Bărbulescu - Teodor Aron - Silvia Baraschi - Daniel Barbu - Violeta Barbu - Alexandru Barnea - Ion Barnea - Nicolae Bălcescu - Nicolae Bănescu - Vasile Bărbat - Constantin Bărbulescu - Octavian Bârlea - Petru Bejan - Nicoară Beldiceanu - Lya Benjamin - Dumitru Berciu - Dan Berindei - Mihnea Berindei - Mathias Bernath - Mihai Berza - Gheorghe G. Bezviconi - Ion Bichir - Pavel Blaj | - Nicolae Bocșan - Arcadie Bodale - Cornelia Bodea (n. 1916) - Damian P. Bogdan - Ioan Bogdan - Ioana Bogdan-Cătăniciu - Lucian Boia - Alexandru Boldur - Ioan Bolovan - Liviu Botezan - Octavian Bounegru - Ovidiu Bozgan - Johann Böhm - Lia Brad-Chisacof - Constantin Brătescu - Liviu Brătescu - Gheorghe I. Brătianu - Stelian Brezeanu - Ioan Budai-Deleanu - Ion Bulei - Augustin Bunea - Ovidiu Buruiană - Daniela Bușă - Constantin Bușe - Viorel Butnariu - Gheorghe Buzatu |

## C
| - Ionel Calafeteanu - Nestor Camariano - Ioan Canta - Gheorghe I. Cantacuzino - Dimitrie Cantemir - Theodor Capidan - Ioan Caproșu - Anton Caragea - Gabriel Catalan - Matei Cazacu - Carol Căpiță - Florentina Căzan - Ileana Căzan - Remus Câmpeanu - Ionel Cândea - Romulus Cândea - Virgil Cândea - Ion Cârja - Dan Cătănuș - Dan Cernovodeanu - Paul Cernovodeanu - Cătălina Chelcu - Stela Cheptea - Pavel Chihaia - Ioan Chindriș - Ioan Chiper - Ion C. Chițimia - Nicolae Ciachir - Constantin Cihodaru | - Veniamin Ciobanu - Virgil Ciocâltan - Valentin Ciorbea - Adrian Cioroianu - Marcel-Dumitru Ciucă - Alin Ciupală - Ioan Ciupercă - Florina Ciure - Eugen Cizek - Barbu T. Cîmpina - Romeo Cîrjan - Marusia Cîrstea - Gheorghe Cliveti - Ioan Cocuz - Cristina Codarcea - Marian Cojoc - Sergiu Columbeanu - Eugen Comșa - Emil Condurachi - Nicolae Constantinescu - Radu Constantinescu - Florin Constantiniu - Mihai Costăchescu - Cătălin Cozma - Maria Crăciun - Ovidiu Cristea - Vasile Cristian - Gheorghe Cronț - Florin Curta |

## D
| - Constantin Daicoviciu - Hadrian Daicoviciu - Paul Cristian Damian - Sorin Liviu Damean - Lajos Demeny - Nicolae Densușianu - Aurel Decei - Eugen Denize - Marius Diaconescu - Vasile Diacon - Petre Diaconu - Rudolf Mihai Dinu - Neagu Djuvara | - Emilian M. Dobrescu - Dorin Dobrincu - Valeriu Florin Dobrinescu - Maria Dogaru - Ioan Dordea - Silviu Dragomir - Ioan Drăgan - Iosif Constantin Drăgan - Nicolae Drăganu - Bujor Dulgău - Ion Dumitriu-Snagov - Alexandru Duțu - Gheorghe Duzinchevici |

## E
| - Nicolae Edroiu - Constantin Esarcu | - Andrei Eșanu |

## F
| - Costin Feneșan - Georgeta Filitti - Ioan Constantin Filitti - Stephen Fischer-Galați | - Gelu Florea - Paul Mircea Florea - George Fotino - E. Frances |

## G
| - Anneli Ute Gabanyi - Ervin Gall - Cristian Găzdac - Tahsin Gemil - Valentin Al. Georgescu - Vlad Georgescu - Gheorghe Ghibănescu - Ovidiu Ghitta - Constantin Giurescu - Constantin C. Giurescu - Dinu C. Giurescu - Hildrun Glass - Ion Glodariu | - Eugen Glueck - Alexandru I. Gonța - Ștefan S. Gorovei - Hadrian Gorun - Armand Goșu - Cornel Grad - Ilie Grămadă - Ion Grămadă - Ștefan Dimitrie Grecianu - Vasile Grecu - Mihail Guboglu - Nicolae Gudea - Gustav Gündisch - Ladislau Gyémánt |

## H
| - Bogdan-Alexandru Halic - Ana-Cristina Halichias - Radu Harhoiu - Bogdan Petriceicu Hașdeu - Ioan Hațegan - Constantin Hlihor | - Maria Holban - Kurt Horedt - Veler Hossu - Gheorghe Hristodol - Eudoxiu Hurmuzachi |

## I
| - Petru Iambor - Octavian Iliescu - Vladimir Iliescu - Radu Ioanid - Ion Ionașcu - Florea Ioncioaia - Adrian-Silvan Ionescu | - Mihai M. Ionescu - Anastasie Iordache - Constantin Iordachi - Nicolae Iorga - Sergiu Iosipescu - George Ivașcu (scriitor) |

## J
| - Zsigmond Pál Jakó |

## K
| - Maurice Kandel | - Andras Kovacs |

## L
| - Scarlat Lambrino - Stoica Lascu - Alexandru Lapedatu - August Treboniu Laurian - George Lazăr - Ligia Livadă-Cadeschi | - Irina Livezeanu - Cristian Luca - Antal Lukacs - Ecaterina Lung - Ion Lupaș |

## M
| - Alexandru Madgearu - Petru Maior - Adrian Majuru - Bogdan-Petru Maleon - Alexandru Mamina - Ion Mamina - Radu Manolescu - Șerban Marin - William Marin - Constantin Marinescu - Tudor Mateescu - Horia C. Matei - Larisa Matei - Mircea D. Matei - Mihai Maxim - Stelian Mândruț - Gheorghe Mănucu-Adameșteanu - Liviu Măruia - Iacob Mârza - Radu Mârza - Florin Medeleț - Simion Mehedinți - Ștefan Meteș | - Samuil Micu - Andi Mihalache - Haralambie Mihăescu - Gheorghe Mihăilă - Virgil Mihăilescu-Bârliba - Lucrețiu Mihailescu-Bîrliba - Blaga Mihoc - Miodrag Milin - Ioachim Miloia - Ilie Minea - Sorin Mitu - Ioan Moga - Constantin Moisil - Felicia Monah - Călin Morar-Vulcu - Victor Motogna - Angela Mureșan - Dan Ioan Mureșan - Ovidiu Mureșan - Camil Mureșanu - Bogdan Murgescu - Mirela-Luminița Murgescu - George Murnu |

## N
| - Lucian Nastasă-Kovacs - Dimitrie Nastase - Petre Ș. Năsturel - Thomas Nägler - Stelian Neagoe - Gelu Neamțu - Victor Neumann | - Ion Nestor - Toader Nicoară - Simona Nicolae - Gheorghe Nicolescu - Ion Nistor - Vlad Nistor - Gernot Nussbächer |

## O
| - Ernest Oberländer-Târnoveanu - Radu Ocheșeanu - Dimitrie Onciul - Gheorghe Onișoru | - Marius Oprea - Ioan Opriș - Ioan Oros - Andrei Oțetea |

## P
| - Francisc Pall - Viorel Panaite - Francisc Pap - Petre P. Panaitescu - Șerban Papacostea - Victor Papacostea - Cornelia Papacostea-Danielopolu - Alexandru Papiu Ilarian - Ștefan Pascu - Viorica Pavel - Alina Pavelescu - József Pataki - Mircea Păcurariu - Cristina Păiușan - Ion Pătroiu - Radu G. Păun - Vasile Pârvan - Ovidiu Pecican - Emanuel Petac - Carmen Maria Petolescu - Constantin Petolescu - Zoe Petre - Dragoș Petrescu - Mircea Petrescu-Dâmbovița - Emil Petrovici | - Nagy Dan Pienaru - Liviu Pilat - Dionisie M. Pippidi - Andrei Pippidi - Ioan Piso - Alexandru-Florin Platon - Gheorghe Platon - Gheorghe Poenaru-Bordea - Ioan-Aurel Pop - Gavril Pop Laslo - Lucia Popa - Mircea Popa - Radu Popa - Cosmin Popa-Gorjanu - George Popa-Lisseanu - Adrian Popescu - Anca Popescu - Emilian Popescu - Marius Porumb - George G. Potra - Constantin Preda - David Prodan - Dumitru Protase - Sextil Pușcariu |

## R
| - Leonidas Rados - Doru Radosav - Mihai Sorin Rădulescu - Laurențiu Rădvan - Mihai Retegan - Simion Retegan - Constantin Rezachevici - Paul Rezeanu - Oana Rizescu - Victor Rizescu - Nicoleta Roman - Ana Maria Roman-Negoi | - Radu Rosetti - Octavian Roske - Liviu Rotman - Harald Roth - Vasile Rus - Ligia Ruscu - Demostene Russo - Ioan I. Russu - Adrian Andrei Rusu - Dorina Rusu - Ioan Rusu |

## S
| - Aurel Sacerdoțeanu - Theofil Saiciuc-Săveanu - Cristian Sandache - Silviu Sanie - Tudor Sălăgean - Ioan Scurtu - Ana Victoria Sima - Nicolae Simache - Aurică Simion - Alexandru Simon - Tereza Sinigalia - Gabor Sipos - Dan Slușanschi - Nicolae Smochină - Flavius Solomon - Victor Spinei - Henri H. Stahl - Paul H. Stahl | - Laura Stanciu - Eugen Stănescu - Alex Mihai Stoenescu - Vasile Stoica - Nicolae Stoicescu - Alexandru Suceveanu - Coriolan Suciu - Ioan Dimitrie Suciu - Maria Magdalena Szekely - Constantin Șerban - Milan Șesan - Leon Șimanschi - Gheorghe Șincai - Marian Ștefănescu - Ștefan Ștefănescu - Marcel Știrban |

## T
| - Orest Tafrali - Ioan Talpeș - Nicolae-Șerban Tanașoca - Octavian Tătar - Aloisie Tăutu - Dan Gh. Teodor - Pompiliu Teodor - Tudor Teoteoi - Adrian Tertecel - Răzvan Theodorescu - Andrei Timotin - Mihai Tiuliumeanu - Grigore Tocilescu - Ion Toderașcu - Raluca Tomi | - Octavian Toropu - Ottmar Trașcă - Vladimir Trebici - Cristian Troncotă - Dumitru Tudor - Kinga Tüdős - Șerban Turcuș - Veronica Turcuș - Marius Turda - Emil Turdeanu - Virgil Țârău - Ovidiu Țentea - Mihai Țipău - Florin Țurcanu - Zsófia Torma |

## U
| - Mihai-Răzvan Ungureanu - Vasile Alexandrescu Urechia | - Ioan Ursu - N. A. Ursu |

## V
| - Cristian Vasile - Virgil Vătășianu - Károly Vekov - Ana-Maria Velter - Andrei Veress - Radu Ștefan Vergatti | - Vasile Vesa - Laurențiu Vlad - Alexandru Vulpe - Radu Vulpe - Smaranda Vultur |

## W
| - Hugo Weczerka |

## X
| - Alexandru D. Xenopol |

## Z
| - Daniela Zaharia - Petronel Zahariuc - Gheorghe Zbuchea | - Sever I. Zotta - Alexandru Zub - Nelu Zugravu |